# 서유럽 일광 절약 시간대
| 하늘 | 서유럽 표준시 그리니치 평균시 (UTC±00:00)                                 |
| 파랑 | 서유럽 표준시 그리니치 평균시 (UTC±00:00) 서유럽 일광 절약 시간대 (UTC+1) |
| 분홍 | 서아프리카 표준시 (UTC+1)                                                 |
| 빨강 | 중앙유럽 표준시 (UTC+1) 중앙유럽 일광 절약 시간대 (UTC+2)                 |
| 노랑 | 동유럽 표준시 (UTC+2)                                                     |
| 금색 | 동유럽 표준시 (UTC+2) 동유럽 일광 절약 시간대 (UTC+3)                     |
| 옥색 | 극동유럽 표준시 (UTC+3)                                                   |

서유럽 서머타임(영어: Western European Summer Time, WEST)은 서유럽 표준시(WET)의 서머타임이다. 세계 협정시 (UTC)이랑 같은 시간대인 표준시보다 1시간 빠르다. 그러나 영국은 전통적으로 영국 서머타임 (British Summer Time, BST)을 사용하고 있다. 실시 기간은 3월 마지막 일요일 오전 1시 (WET) (= 오전 2시 (WEST))에서 10월 마지막 일요일 오전 1시 (WET) (= 오전 2시 (WEST))까지이다. 겨울에는 서유럽 표준시(WET, GMT+0 또는 UTC±00:00)가 사용된다. 일광절약시간 구성의 시작 날짜와 종료 날짜는 일광 절약 시간 관점에서 비대칭이다. 10월말과 비슷한 일광량을 가진 봄철은 여름철 시작 훨씬 전인 2월 중순이다. 이 비대칭성은 일광 길이보다 더 온도를 반영한다. 아일랜드는 여름철에 아일랜드 표준시를 준수하고 겨울철에는 UTC±00:00로 변경한다. 아일랜드의 겨울철 기간은 10월의 마지막 일요일에 시작되고 3월의 마지막 일요일에 끝나기 때문에 그 결과는 여름 시간을 준수하는 것과 같다.

## 사용 지역
- 카나리아 제도
- 포르투갈(마데이라 제도는 사용하지만 아소르스 제도는 사용하지 않는다.)
- 아일랜드
- 영국
- 영국 왕실속령
- 페로 제도